# Rat der Kärntner Slowenen

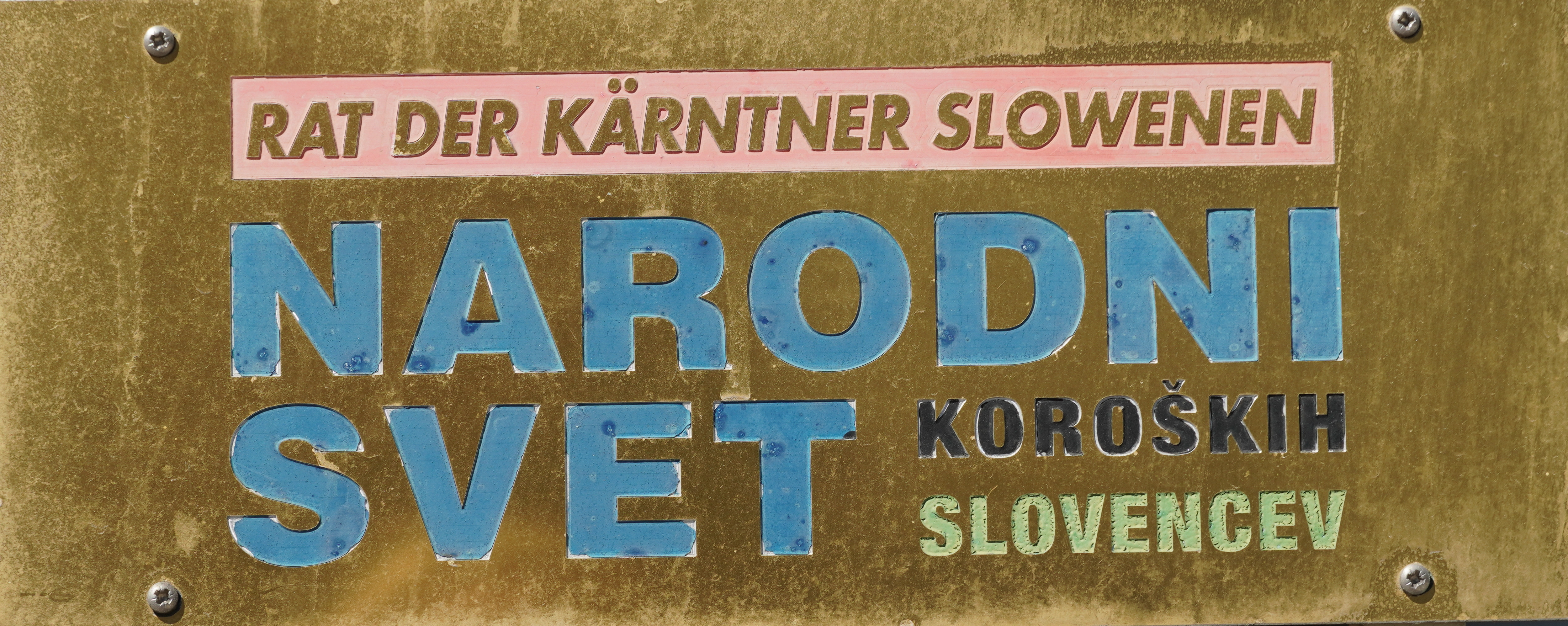
Rat der Kärntner Slowenen, Narodni Svet Koroških Slovencev, Klagenfurt

Der Rat der Kärntner Slowenen (slowenisch Narodni svet koroških slovencev, Abkürzung NSKS) ist ein Verein zur Vertretung der Interessen der Kärntner Slowenen.
Der Rat der Kärntner Slowenen entstand 1949 im Umfeld der Hermagorasbruderschaft. Er steht der katholischen Kirche nahe, während der Zentralverband slowenischer Organisationen in Kärnten 1955 im Umfeld der KPÖ und der SPÖ entstand. 2003 spaltete sich vom Rat die Gemeinschaft der Kärntner Slowenen und Sloweninnen ab, die sich überparteilich versteht. Aufgrund einer Mittelkürzung stand der Rat 2010 vor der Auflösung.
Mit dem Zentralverband arbeitet der Rat in einem Koordinationsausschuss zusammen und sie geben gemeinsam die slowenische Wochenzeitung Novice heraus.